# Von hier aus - Zwei Monate neue deutsche Kunst in Düsseldorf
Von hier aus – Zwei Monate neue deutsche Kunst in Düsseldorf (due mesi nuova arte tedesca a Düsseldorf) era il titolo di una mostra a Düsseldorf dal 29 settembre 1984 fino al 2 dicembre 1984 al Gesellschaft für aktuelle Kunst Düsseldorf e.V. nella Halle 13 della Messe Düsseldorf. La direzione e organizzazione del progetto fu curata dal curatore Kasper König.
La mostra, cui parteciparono sessantaquattro artisti contemporanei, fu una delle più significative degli anni Ottanta.

## Partecipanti
| - Peter Angermann - Ina Barfuss - Georg Baselitz - Eugen Batz - Lothar Baumgarten - Thomas Bayrle - Bernd e Hilla Becher - Joseph Beuys - Bernhard Johannes Blume - Jürgen Bordanowicz - George Brecht - Marcel Broodthaers - Werner Büttner - Holger Bunk - Walter Dahn - Hanne Darboven - Jiri Georg Dokoupil - Gerald Domenig - Felix Droese - Rainer Fetting - Robert Filliou - Lili Fischer - Günther Förg - Katharina Fritsch | - Nikolaus Gerhart - Ludwig Gosewitz - Hans Haacke - Eva Hesse - Antonius Höckelmann - Rebecca Horn - Thomas Huber - Jörg Immendorff - Milan Kunc - Axel Kasseböhmer - Gerard Kever - Hubert Kiecol - Anselm Kiefer - Martin Kippenberger - Per Kirkeby - Astrid Klein - Imi Knoebel - Thomas Lange - Silke Leverkühne - Markus Lüpertz - Peter Mell - Gerhard Merz - Olaf Metzel | - Reinhard Mucha - Christa Näher - Gruppe Normal (Peter Angermann, Jan Knap, Milan Kunc) - Albert Oehlen - Markus Oehlen - Nam June Paik - A. R. Penck - Sigmar Polke - Elias Maria Reti - Gerhard Richter - Dieter Roth - Reiner Ruthenbeck - Ulrich Rückriem - Salomé - Tomas Schmit - Thomas Schütte - Andreas Schulze - Manfred Schulze - Norbert Tadeusz - Herman de Vries - Thomas Wachweger - Andy Warhol |

Video:
- Marina Abramović
- Klaus vom Bruch
- Marcel Odenbach

## Bilio e Filmografia
- Kasper König (Hrsg.) und Karin Thomas (Verlagsredaktion), Ulrich Look und andere (Texte): von hier aus – Zwei Monate neue deutsche Kunst in Düsseldorf, Ausstellungskatalog, Köln 1984 (DuMont) ISBN 3-7701-1650-X (472 Seiten)
- Art Magazin 10/1983: Ereignis im Niveau von Westkunst und Zeitgeist, Szeemann als Leiter geplant.
- Art Magazin 10/1984: von hier aus Rekord Versuch in Halle 13, Aufbaubericht
- Art Magazin 11/1984: Die Kunst-Landschaft im Container, In den ersten Tagen 22000 Besucher.
- Art Magazin 2/1985: Deutsche Kunst – schamlos, nationalistisch und nazihaft?, Kritik eines französischen Kulturbeamten.
- Westermanns Monatshefte 12/1984: Kraftakt mit Deutschkunst, Seite 108
- PAN Zeitschrift für Kunst und Kultur, 11/1984, Seite 80